# Break Through the Silence
EPs par Martin Garrix
Gold Skies
(2014) Seven
(2016)
Singles
1. Dragon
Sortie : 6 juillet 2015
2. Break Through the Silence
Sortie : 13 juillet 2015

Break Through the Silence est le second extended play (EP) du DJ Martin Garrix en collaboration avec le duo russe Matisse & Sadko. L'EP est sorti le 27 juillet 2015 en téléchargement numérique sur iTunes.

## Contenu et historique
Le EP contient deux titres, Break Through the Silence et Dragon. Le premier est sorti en tant que 2e single de l'album le 13 juillet 2015 en téléchargement numérique sur Beatport, puis le 27 juillet 2015 sur iTunes. La chanson a été écrite et produite par Martin Garrix et Matisse & Sadko. Le deuxième, Dragon est aussi une collaboration entre Martin Garrix avec Matisse & Sadko,, et est sorti en tant que 1er single de l'album le 6 juillet 2015 en téléchargement numérique sur Beatport, puis le 27 juillet 2015 sur iTunes. Le clip de Dragon est sorti le 6 juillet 2015 sur YouTube.

## Liste des pistes
Toutes les pistes sont écrites et composées par Martin Garrix et Matisse & Sadko.
| Téléchargement numérique – EP | Téléchargement numérique – EP            | Téléchargement numérique – EP                                           | Téléchargement numérique – EP     | Téléchargement numérique – EP | Téléchargement numérique – EP | Téléchargement numérique – EP | Téléchargement numérique – EP | Téléchargement numérique – EP | Téléchargement numérique – EP |
| No                            | Titre                                    | Auteur                                                                  | Producteur(s)                     | Durée                         |                               |                               |                               |                               |                               |
| ----------------------------- | ---------------------------------------- | ----------------------------------------------------------------------- | --------------------------------- | ----------------------------- | ----------------------------- | ----------------------------- | ----------------------------- | ----------------------------- | ----------------------------- |
| 1.                            | Break Through the Silence (Original Mix) | - Martin Garrix - Alexander Parkhomenko - Yury Parkhomenko - Pete Wilde | - Martin Garrix - Matisse & Sadko | 4:43                          |                               |                               |                               |                               |                               |
| 2.                            | Dragon (Original Mix)                    | - Martin Garrix - Alexander Parkhomenko - Yury Parkhomenko              | - Martin Garrix - Matisse & Sadko | 4:56                          |                               |                               |                               |                               |                               |
| 3.                            | Break Through the Silence (Radio Edit)   | - Martin Garrix - Alexander Parkhomenko - Yury Parkhomenko - Pete Wilde | - Martin Garrix - Matisse & Sadko | 3:24                          |                               |                               |                               |                               |                               |
| 4.                            | Dragon (Radio Edit)                      | - Martin Garrix - Alexander Parkhomenko - Yury Parkhomenko              | - Martin Garrix - Matisse & Sadko | 3:16                          |                               |                               |                               |                               |                               |
| 16:19                         |                                          |                                                                         |                                   |                               |                               |                               |                               |                               |                               |

## Historique de sortie
| Region | Date            | Format                   | Label       |
| ------ | --------------- | ------------------------ | ----------- |
| Monde  | 27 juillet 2015 | Téléchargement numérique | Stmpd Rcrds |